# PQ–9-es és PQ–10-es konvoj
A PQ–9-es konvoj egy hajókaraván volt, amelyet a szövetségesek a második világháború során a Szovjetunióba indítottak. A PQ kód azt jelentette, hogy a rakomány nyugatról tart a Szovjetunióba, a 9 a sorszámát jelöli. A kilenc
teherhajó és kísérőik 1942. február 1-jén indultak el az izlandi Reykjavíkból. A tervek szerint a konvojt követte volna a PQ–10-es, de késések miatt csak egy hajó, a brit Trevorian tudott elindulni, amelyik csatlakozott a  PQ–9-es karavánhoz. A murmanszki kikötőt valamennyi hajó elérte 1942. február 10-én.

## A hajók

### Kereskedelmi hajók (PQ–9)
| A hajó neve      | Nemzetisége               |
| ---------------- | ------------------------- |
| Atlantic         | Egyesült Királyság        |
| El Lago          | Panama                    |
| Empire Selwyn    | Egyesült Királyság        |
| Friedrich Engels | Szovjetunió               |
| Izsora           | Szovjetunió               |
| Noreg            | Norvégia                  |
| Revoljucionyer   | Szovjetunió               |
| Tbiliszi         | Szovjetunió               |
| West Nohno       | Amerikai Egyesült Államok |

### Kereskedelmi hajók (PQ–10)
| A hajó neve | Nemzetisége        |
| ----------- | ------------------ |
| Trevorian   | Egyesült Királyság |

### Kísérőhajók
| A hajó neve      | Nemzetisége        | Típusa                     |
| ---------------- | ------------------ | -------------------------- |
| HMS Britomart    | Egyesült Királyság | Aknaszedő                  |
| HMS Faulknor     | Egyesült Királyság | Romboló                    |
| Hav              | Norvégia           | Felfegyverzett bálnavadász |
| HMS Intrepid     | Egyesült Királyság | Romboló                    |
| HMS Nigeria      | Egyesült Királyság | Könnyűcirkáló              |
| HMS Sharpshooter | Egyesült Királyság | Aknaszedő                  |
| Shika            | Norvégia           | Felfegyverzett bálnavadász |